# Zemsta (etyka)
Zemsta − szkodliwe (bądź tak postrzegane) działanie wymierzone przeciwko osobie lub grupie, w odpowiedzi na działanie (rzeczywiście, bądź postrzegane jako) szkodliwe. 
Etyczność zemsty była rozważana przez filozofów. Niektórzy myśliciele sądzili, że pełni ona pozytywną rolę, bo strach przed odpłatą za winy powstrzymuje złe osoby przed dokonywaniem nieetycznych czynów, utrzymując w społeczeństwie sprawiedliwość. W pewnych kulturach przeważa przekonanie, że zemsta powinna być znacznie bardziej dotkliwa dla jej ofiary niż wyrządzone wcześniej zło, aby odstraszać potencjalnych złoczyńców. Jej przeciwnicy uważają, że do niczego nie prowadzi, gdyż osoba nią dotknięta (lub jej przyjaciele) może chcieć odpłacić się tym samym.
W Kodeksie Hammurabiego zemsta została ograniczana do równej odpłaty za doznane krzywdy zgodnie z zasadą „oko za oko, ząb za ząb”. Taka norma etyczna miała na celu ograniczenie wendety, prowadzącej do narastającej spirali przemocy między mszczącymi się na sobie członkami wrogich klanów. 
W niektórych religiach dążenie do zemsty stało się sprzeczne z normami nakazującymi wybaczanie wrogom doznanych od nich krzywd. Chrześcijanie w modlitwie Ojcze nasz zwracają się do Boga słowami:

i odpuść nam nasze winy, jako i my odpuszczamy naszym winowajcom